# Míster Gay Europa 2008
| 2005-Oslo 2006-Ámsterdam 2007-Budapest 2008-Budapest | 2009-Oslo 2010-Ginebra 2011-Braşov 2012-Roma | 2013-Praga 2014-Viena 2015-No celebrado 2016-Oppdal |

Míster Gay Europa 2008 fue el 4.º certamen de belleza gay en Europa y se celebró en julio de 2008 por segunda vez consecutiva en Budapest, Hungría. Participaron 23 concursantes de otras tantas naciones europeas. El español Antonio Pedro Almijez se proclamó vencedor, llevando así la corona para España.

## Participantes
| País                  | Delegado                        | Edad | Altura | Ciudad           | Ocupación                  |
| --------------------- | ------------------------------- | ---- | ------ | ---------------- | -------------------------- |
| Austria               | Michael Fröhle                  | 24   | 177    | Feldkirch        | Ingeniero de IT            |
| Bélgica               | Lionel Grégoire                 | 23   | 180    | Wemmel           | Estudiante                 |
| Bulgaria              | Deyan Kolev                     | 28   | 176    | Varna            | Estudiante                 |
| República Checa       | Jakub Starý                     | 22   | 187    | Praga            | Estudiante                 |
| España / Gran Canaria | Dempsey -                       | 26   | 188    | Playa del Inglés | Peluquero independiente    |
| Hungría               | Péter Gyökeres                  | 21   | 170    | -                | -                          |
| Islandia              | Hreinn Erlingsson               | 22   | 171    | Hafnarfjördur    | Estudiante                 |
| Irlanda               | Barry Meegan                    | 29   | 188    | Dublín           | Consultor                  |
| Italia                | Fabrizio Caiazza                | 33   | 180    | Milán            | Oficial de policía         |
| Lituania              | Vipas Burnickis                 | 20   | 179    | Vilna            | Artista                    |
| Malta                 | Steve Grech                     | 27   | 178    | Cospicua         | entrenador personal        |
| Países Bajos          | Stefan Onland                   | 20   | 186    | Enschede         | Estudiante                 |
| Norirlanda            | Graeme Williamson               | 25   | 191    | Belfast          | vigilante de Zoo           |
| Noruega               | Kai Thomas                      | 21   | 179    | Oslo             | Artista                    |
| Portugal              | Paulo Almeida                   | 33   | 178    | Lisboa           | Guardián de Cárcel         |
| Rumania               | Alex Ocros                      | 22   | 177    | Bucarest         | Gerente de Venta (mánager) |
| Rusia                 | Andrey Vernadsky                | 26   | 180    | Moscú            | Copyrighter                |
| Serbia                | Ivan Maljukanović               | 19   | 180    | Belgrado         | Estudiante                 |
| Eslovaquia            | Robert Pusztai                  | 18   | 181    | Filakovo         | Estudiante                 |
| Eslovenia             | Lev Dermota                     | 26   | 190    | Liublina         | Artista                    |
| España                | Antonio Pedro Almijez           | 22   | 177    | Madrid           | Salvavidas                 |
| Suecia                | Joachim Brattfjord Corneliusson | 21   | 185    | Lilla Edet       | Pintor                     |
| Reino Unido/ Gales    | Matthew Jones                   | 36   | 183    | Caerphilly       | Gerente de tienda de saluz |

- Inglaterra, debió ser representada por Tom Jones, de 26 años, luchador de Gosport, pero finalmente no compitió.

## Finalistas
| Países finalistas |
| ----------------- |
| España            |
| Malta             |
| Bulgaria          |